# Bolsa de Teherán

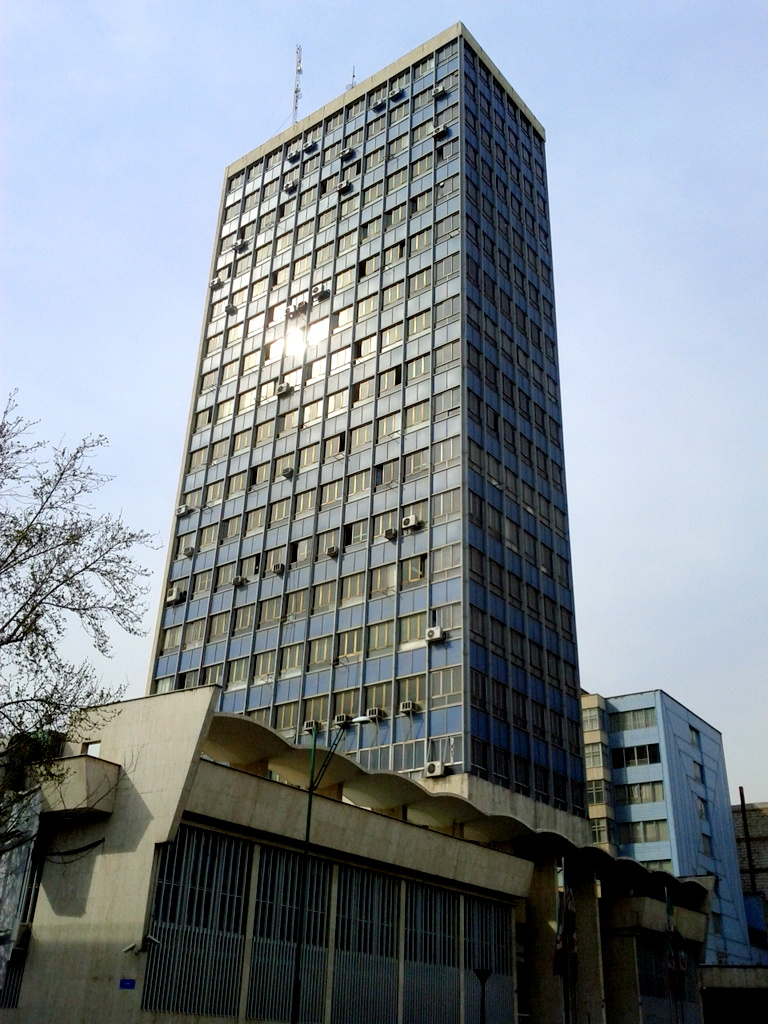
Bolsa de Teherán

La Bolsa de Teherán (en idioma persa:  بورس اوراق بهادار تهران) es la más importante Bolsa de valores de Irán. Abrió en abril de 1968. 
Su sitio internet Archivado el 20 de marzo de 2018 en Wayback Machine.
El índice general de la Bolsa, en los primeros minutos de las operaciones de hoy, aumentó más de 16.000 puntos, rompió su récord histórico y alcanzó los 2.559.000 puntos.